# Racing Bulls VCARB 02
De Racing Bulls VCARB 02 is een Formule 1-auto die gebruikt wordt door het Formule 1-team van Racing Bulls in het seizoen 2025. De auto is de opvolger van de RB VCARB 01. De VCARB 02 rijdt met een motor van Honda Red Bull Powertrains en werd onthuld op 18 februari 2025 in de O2 Arena in Londen. De VCARB 02 wordt bestuurd door Yuki Tsunoda die voor het vijfde seizoen op rij voor het team rijdt en Isack Hadjar die zijn debuut maakte dit seizoen.

Op 27 maart 2025 werd bekendgemaakt dat Yuki Tsunoda Racing Bulls ging verlaten en hij ging rijden voor Red Bull Racing vanaf de Japanse Grand Prix vanwege tegenvallende resultaten van Liam Lawson die zal terugkeerde bij Racing Bulls.

## Resultaten
| Kleur   | Resultaat                       |
| ------- | ------------------------------- |
| Goud    | Winnaar                         |
| Zilver  | Tweede plaats                   |
| Brons   | Derde plaats                    |
| Groen   | Gefinisht (punten behaald)      |
| Blauw   | Gefinisht (geen punten behaald) |
| Blauw   | Niet geklasseerd (NC)           |
| Paars   | Uitgevallen (DNF)               |
| Rood    | Niet gekwalificeerd (DNQ)       |
| Zwart   | Gediskwalificeerd (DSQ)         |
| Wit     | Niet gestart (DNS)              |
| Blanco  | Gewond (INJ)                    |
| Blanco  | Uitgesloten (EX)                |
| Blanco  | Teruggetrokken (WD)             |
| Blanco  | Niet deelgenomen                |
| 1, 2, 3 | Sprint positie (punten behaald) |
| P       | Poleposition                    |
| S       | Snelste ronde                   |

| Jaar | Chassis en banden       | Motor          | Coureurs     | 1   | 2   | 3   | 4   | 5   | 6   | 7   | 8   | 9   | 10  | 11  | 12  | 13  | 14  | 15  | 16  | 17  | 18  | 19  | 20  | 21  | 22  | 23  | 24  | Punten | WK-plaats |
| ---- | ----------------------- | -------------- | ------------ | --- | --- | --- | --- | --- | --- | --- | --- | --- | --- | --- | --- | --- | --- | --- | --- | --- | --- | --- | --- | --- | --- | --- | --- | ------ | --------- |
| 2025 | Racing Bulls VCARB 02 P | Honda RBPTH003 |              | AUS | CHN | JPN | BHR | SAR | MIA | EMI | MON | SPA | CAN | OOS | GBR | BEL | HON | NED | ITA | AZE | SIN | VST | MXS | SAP | LSV | QAT | ABU | 45*    | 8*        |
| 2025 | Racing Bulls VCARB 02 P | Honda RBPTH003 | Yuki Tsunoda | 12  | 616 |     |     |     |     |     |     |     |     |     |     |     |     |     |     |     |     |     |     |     |     |     |     | 45*    | 8*        |
| 2025 | Racing Bulls VCARB 02 P | Honda RBPTH003 | Isack Hadjar | DNS | 11  | 8   | 13  | 10  | 11  | 9   | 6   | 7   | 16  | 12  | DNF | 820 | 11  |     |     |     |     |     |     |     |     |     |     | 45*    | 8*        |
| 2025 | Racing Bulls VCARB 02 P | Honda RBPTH003 | Liam Lawson  |     |     | 17  | 16  | 12  | DNF | 14  | 8   | 11  | DNF | 6   | DNF | 8   | 8   |     |     |     |     |     |     |     |     |     |     | 45*    | 8*        |